# Historia de un Alma

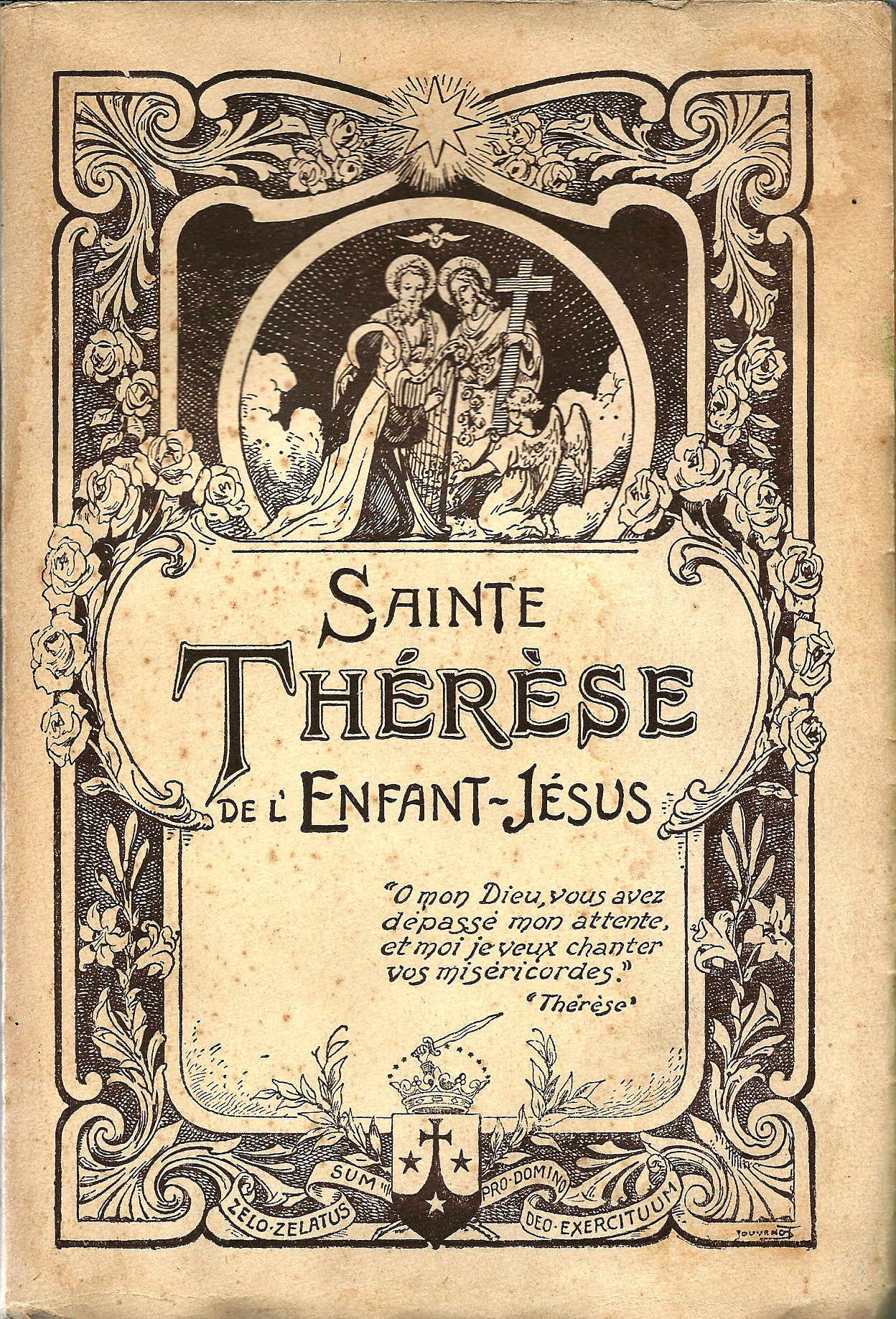
Portada de la edición de 1940 del libro Historia de un Alma (Histoire d'une âme) de Teresa de Lisieux.

Historia de un Alma (título original en francés: Histoire d'une âme) es la autobiografía de Teresa de Lisieux, una monja de la Orden de los Carmelitas Descalzos, quien fue canonizada por la Iglesia católica en 1925. La primera edición se hizo el 30 de septiembre de 1898, un año después de su muerte a causa de una tuberculosis, a los 24 años de edad, el 30 de septiembre de 1897. El libro era un volumen formado por tres manuscritos distintos, de longitud diferente, escritos en tiempo diferente, dirigidos a personas diferentes, y de carácter diferentes. El trabajo de unificar el desorden de los manuscritos fue llevado a cabo por Paulina, la hermana de Teresa. Inicialmente el libro fue publicado con la intención de ser memorias para los conventos de las carmelitas y personas religiosas allegadas a ellas, por lo que se estamparon solo unas dos mil copias. Sin embargo se convirtió en un fenómeno editorial que sirvió para aumentar la fama de santidad de Teresa del Niño Jesús.

## Autora

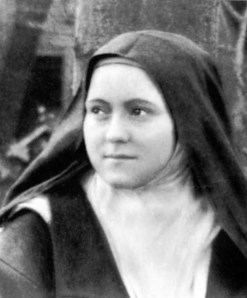
Fotografía de Teresa de Lisieux, tomada alrededor de 1888-1896.

Teresa Martin era la menor de nueve hijos, de los cuales cuatro hermanas se hicieron Carmelitas descalzas, entrando en el convento de Normandía de Lisieux. Era conocida como la pequeña flor, y su autobiografía es también conocida como Historia de una pequeña flor blanca.

## Manuscritos

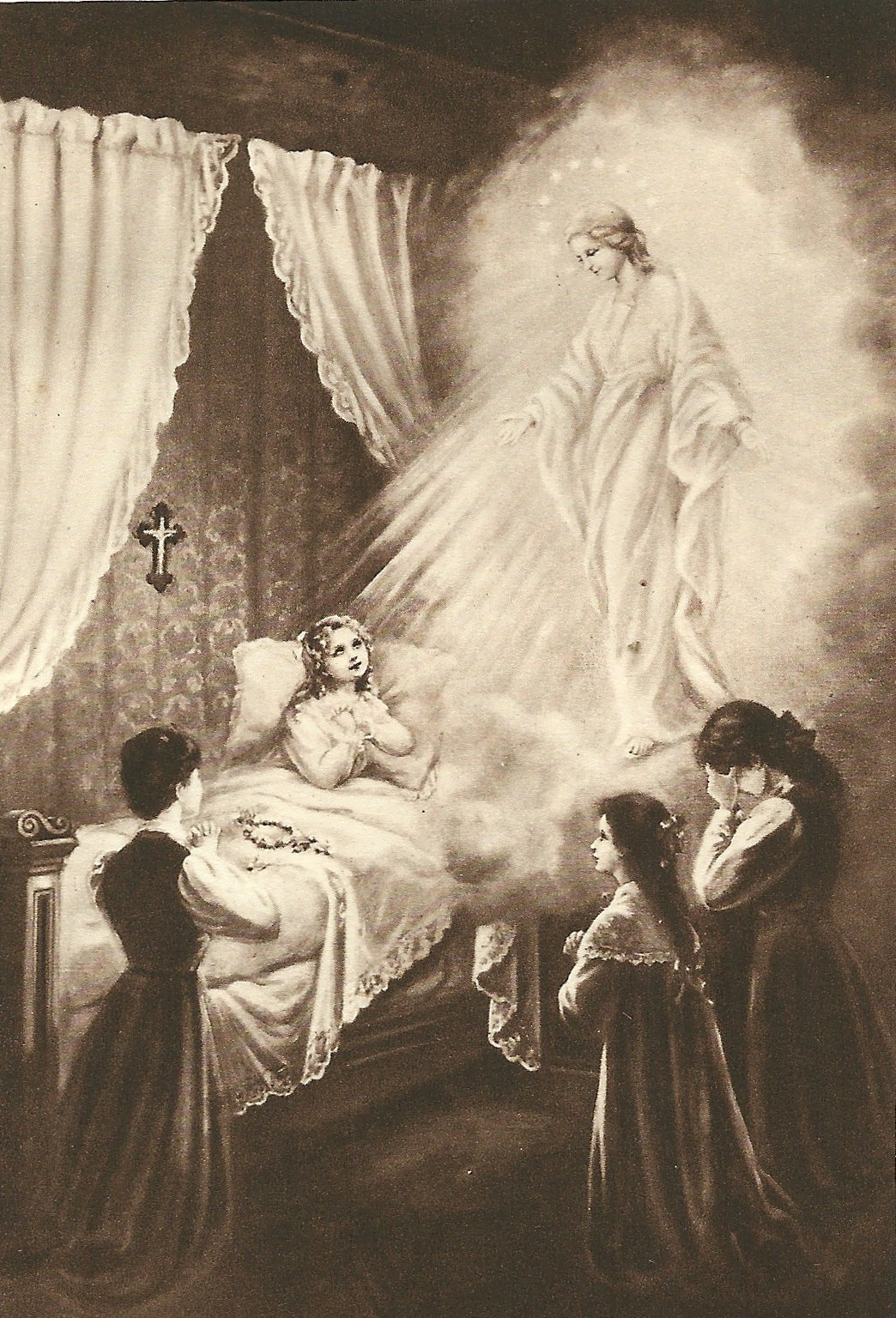
Página de la edición de 1940 de Historia de una Alma (l'Histoire d'une Âme).

Manuscrito A, el cual Teresa tituló Historia de una Pequeña Flor Blanca, y dedicó a su hermana Paulina, fue escrito entre enero de 1895, y el 20 de enero de 1896. Paulina describió que:

... un anochecer en el principio del año 1895, estaba con mis dos hermanas María y Teresa. La hermana Teresa del Niño Jesús contó varios recuerdos de su niñez y la hermana María del Corazón Sagrado (mi hermana mayor) me dijo: "Oh Madre, es una lástima que todo esto no quede escrito (...) Si le pides a la hermana Teresa que escriba las memorias de su niñez, cuánto placer nos daría!" (...) Miré a la hermana Teresa, quien sonrió como si estuviéramos conectadas, y le dije: "te ordeno escribir en un diario las memorias de tu niñez".

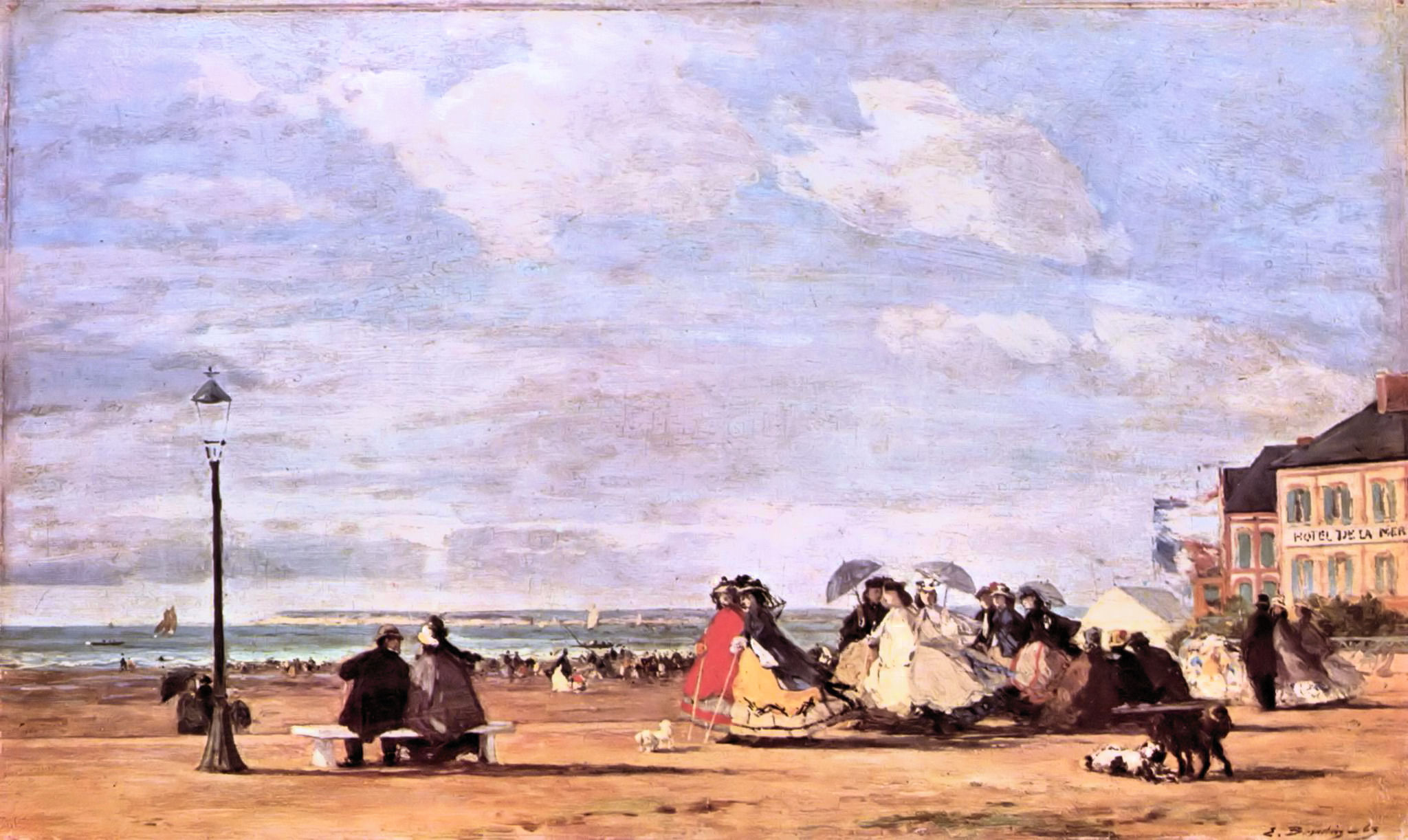
«Tenía yo seis o siete años cuando papá nos llevó a Trouville. Nunca
olvidaré la impresión que me causó el mar. No me cansaba de mirarlo. Su
majestuosidad, el rugido de las olas, todo le hablaba a mi alma de la
grandeza y del poder de Dios.
Recuerdo que, durante el paseo que dimos por la playa, un señor y una
señora me miraban correr feliz junto a papá y, acercándose, le preguntaron
si era suya, y dijeron que era una niña muy guapa. Papá les respondió que
sí, pero me di cuenta de que les hizo señas de que no me dirigiesen
elogios...
Era la primera vez que yo oía decir que era guapa, y me gustó, pues no
creía serlo. Tú ponías gran cuidado, Madre querida, en alejar de mí todo lo
que pudiese empañar mi inocencia». Manuscrito A. (Pintura de la playa de Trouville, de Eugène Boudin)

Manuscrito B,  es una carta dirigida a la hermana María del Sagrado Corazón (hermana mayor de Teresa), escrita a petición suya entre el 13 y 16 de septiembre de 1896. María le dijo a Teresa que escribiera sus descubrimientos espirituales, qué ella misma describiría como su pequeño camino de confianza y amor. Teresa escribió en diez páginas su experiencia, con letras muy pegadas. "Sus muchas correcciones muestran que escribía con gran prisa y en un estado de fatiga extrema."
Manuscrito C, se trata de una libreta escrita para la priora del Carmelo Madre Reverenda María de Gonzaga. Comenzó a escribirlo el 3 de junio de 1897 y lo finalizó en julio del mismo año. La tercera parte de la autobiografía de Teresa ha sido descrita por Paulina: «Me parece que estas narraciones son incompletas. La hermana Teresa del Niño Jesús se había concentrado en su niñez y su temprana juventud, cuando dije de hacer un escrito, donde narre su vida como monja ya era difícil (...) pensé que era una gran lástima que no haya descrito el desarrollo de su vida en el Carmelo de la misma manera, pero justo entonces había cesado (...) Madre María de Gonzaga no le permitió escribir más (...) viendo que la hermana Teresa estaba muy enferma...»  Paulina dijo a la priora que ordenara a Teresa escribir sobre su vida como monja y María de Gonzaga lo hizo, de modo que Teresa en medio de la enfermedad desarrolló este manuscrito, escrito alrededor de junio de 1897. Teresa dejó de escribir en julio del mismo año y la última palabra que escribió fue amor.
Paulina dividió los tres manuscritos de Teresa en once capítulos y añadió un duodécimo donde completaba la historia con los últimos meses de vida de la autora. Finalmente, introdujo en el texto unas poesías de Teresa y algunos extractos de su correspondencia.  Los doce capítulos de Historia de una Alma fueron impresos en formato pequeño en 1902: Hacia 1906, la autobiografía de la santa de Lieseux ya se había traducido en inglés, polaco, holandés, italiano, portugués y español).

## Influencias
La Historia de un Alma ha influido en la vida de un gran número de personas, es especial, de personas que sintieron el deseo de consagrar su vida como religiosos o religiosas, uno de los muchos ejemplos es el de la beata María Cándida de la Eucaristía.